# David Oliver
Pour les articles homonymes, voir Oliver.
Ne doit pas être confondu avec David Olivier ou David et Olivier.
David Oliver (né le 24 avril 1982 à Denver) est un athlète américain spécialiste du 110 mètres haies, champion du monde en 2013.
Il est l'ancien détenteur du record des États-Unis de la discipline (12 s 89), battu depuis par l'actuel détenteur du record du monde Aries Merritt (12 s 80).

## Biographie

### Débuts
Étudiant à l'Université Howard de Washington, David Oliver pratique le football américain avant d'être repéré par Michael Merritt, entraineur de la section athlétisme, pour ses qualités de vitesse. Vainqueur quatre fois consécutivement de 2001 à 2005 de la  Mid-Eastern Athletic Conference, championnat universitaire regroupant les meilleures universités du sud-est des États-Unis, il se classe troisième du 110 m haies des Championnats NCAA de 2003 en abaissant son record personnel à 13 s 60. Diplômé en Marketing en 2004, il rejoint dès l'année suivante à Orlando le groupe d'entrainement de Brooks Johnson, ancien entraîneur de l'équipe olympique d'athlétisme américaine. Auteur de 13 s 29 lors de la saison 2005, il remporte dès l'année suivante le meeting Golden League de Berlin, et établit un record personnel à 13 s 20. Il se classe par ailleurs cinquième de la Finale mondiale d'athlétisme de Stuttgart. 
En juin 2007, Oliver prend la troisième place des Championnats des États-Unis derrière Terrence Trammell et Dominique Arnold, ce qui lui permet de participer fin août aux Championnats du monde d'Osaka, sa première compétition internationale majeure. Il s'incline au stade des demi-finales (4e en 13 s 42).

### Médaillé olympique (2008)

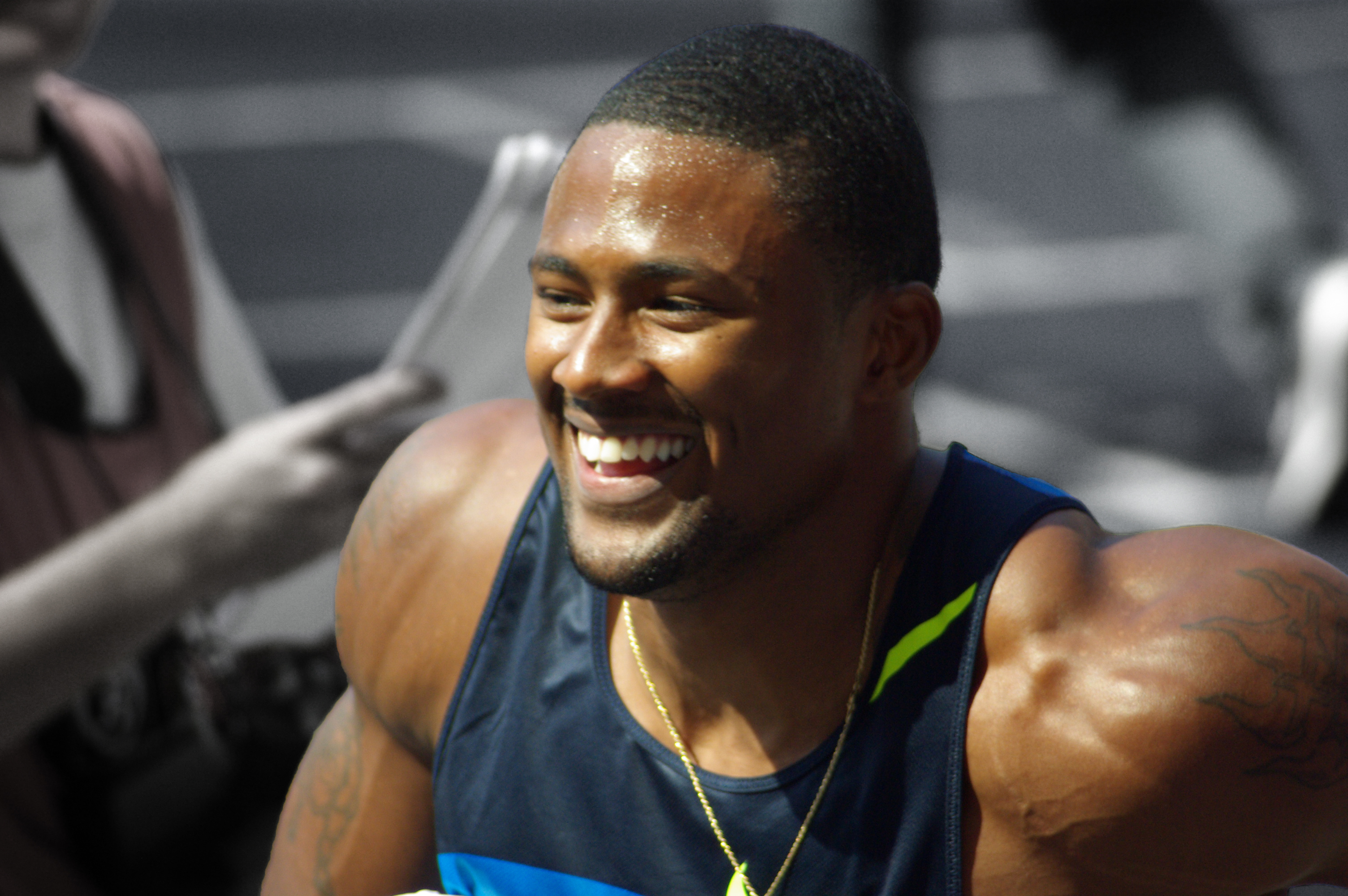
David Oliver en 2008 lors du meeting de Berlin.

En début de saison 2008 à Boston, il remporte son premier titre national à l'occasion des Championnats des États-Unis en salle où il devance sur 60 m haies son compatriote Allen Johnson, améliorant à cette occasion son record personnel avec 7 s 47. Il participe ensuite aux mondiaux indoor de Valence, en Espagne mais ne parvient pas à se qualifier pour la finale (4e de sa demi-finale en 7 s 65). Début mai à Doha, David Oliver descend pour la première fois de sa carrière sous les 13 secondes au 110 m haies en remportant la course en 12 s 95 dans des conditions de vent régulières de 2 m/s. Lors des sélections olympiques américaines de Eugene début juillet, Oliver remporte sa demi-finale en 12 s 89 mais voit sa performance non homologuée en raison d'un vent trop favorable (+3,2 m/s). Il décroche quelques heures plus tard le titre national en 12 s 95 (+3,5 m/s), devant ses compatriotes Terrence Trammell et David Payne, et obtient ainsi son billet pour ses premiers Jeux olympiques. Sa mère, Brenda Chambers, a participé sur 400 m haies aux sélections olympiques américaines d'athlétisme de 1980, année dans laquelle les États-Unis ont boycotté les Jeux olympiques de Moscou. 
Aux Jeux olympiques de Pékin, fin août 2008, David Oliver décroche la médaille de bronze du 110 mètres haies avec le temps de 13 s 18, loin derrière le Cubain Dayron Robles (12 s 93), et à un centième de seconde de David Payne (13 s 17).
En 2009, l'Américain réalise le temps de 13 s 09 lors de sa victoire au meeting Qatar IAAF World Super Tour de Doha, performance constituant le deuxième temps mondial de l'année. Victime d'une blessure au mollet gauche en juin, il est contraint de déclarer forfait pour les Championnats des États-Unis ainsi que pour les Championnats du monde de Berlin.

### Numéro un mondial (2010)

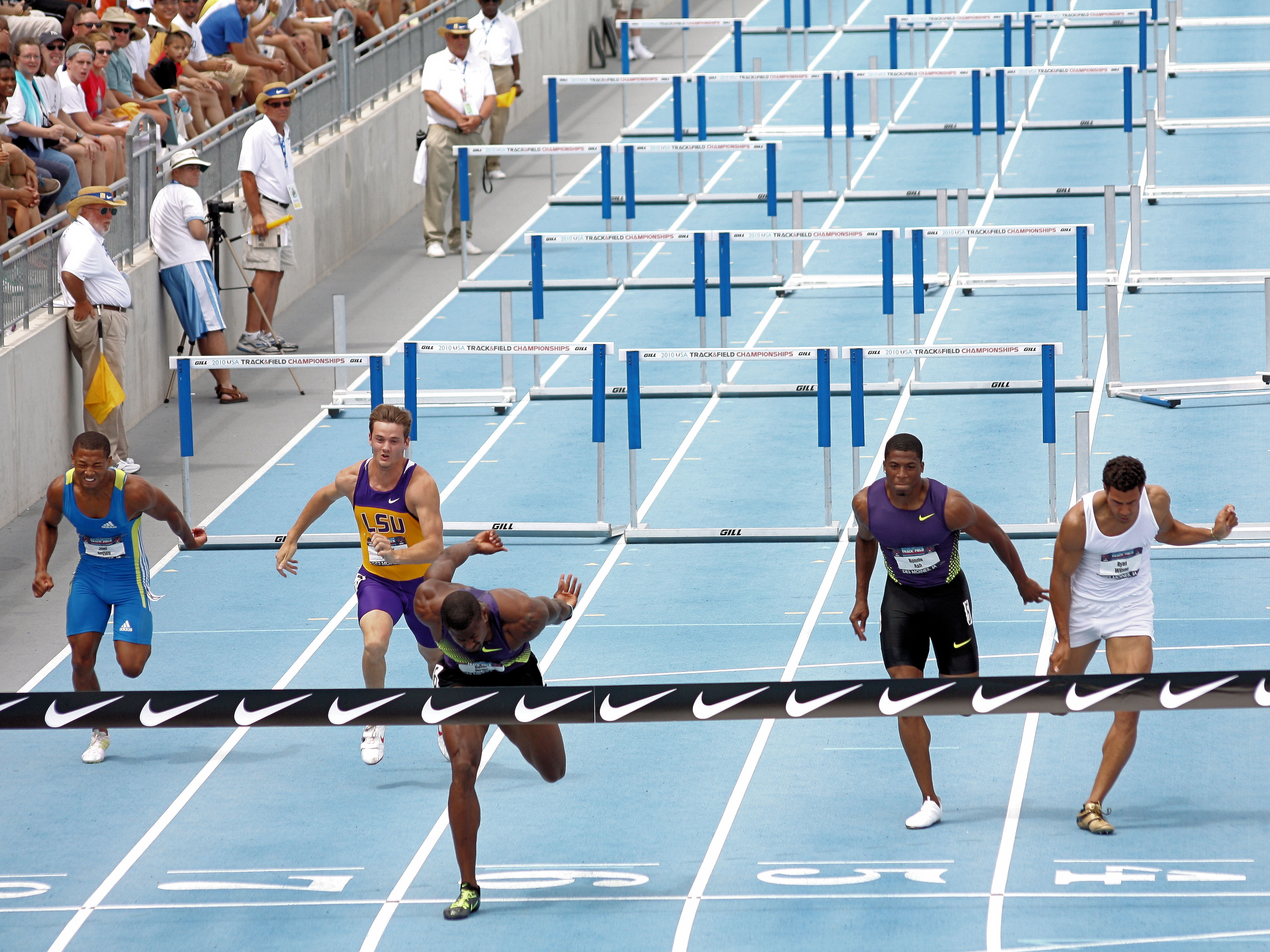
Victoire de David Oliver aux Championnats des États-Unis 2010

Début 2010, David Oliver remporte la médaille de bronze du 60 m haies des Championnats du monde en salle de Doha. Devancé par Dayron Robles et Terrence Trammell, il signe le meilleur temps de sa carrière en 7 s 44.
Le 23 mai, l'Américain s'impose lors du meeting de Shanghai avec le temps de 12 s 99. Il remporte son deuxième titre de champion des États-Unis à Des Moines en 12 s 93 (+1,7 m/s), et améliore de six centièmes de seconde son record personnel en réalisant la meilleure performance mondiale de l'année. L'Américain confirme son rang le 3 juillet 2010 en remportant le Meeting de Eugene, sixième étape du circuit de la Ligue de diamant, dans le temps de 12 s 90 (+1,6 m/s). Il améliore à cette occasion de 3 centièmes de seconde sa meilleure performance de l'année et égale le record d'Amérique du Nord détenu par son compatriote Dominique Arnold depuis la saison 2006. Le 16 juillet, au Meeting Areva de Paris-Saint-Denis, David Oliver emporte le 110 m haies en 12 s 89 et devient le troisième hurdler le plus rapide de tous les temps derrière le Cubain Dayron Robles (12 s 87) et le Chinois Liu Xiang (12 s 88). 
Il termine en tête du classement général de la Ligue de diamant en signant notamment six victoires en sept meetings et en descendant à quatre reprises sous les 13 secondes. Il s'impose lors de Coupe continentale de Split  dans le temps de 13 s 11, devant le Britannique Andy Turner. David Oliver figure au sommet de la hiérarchie mondiale en fin de saison 2010 en étant invaincu en quinze courses et en réalisant les cinq meilleures performances mondiales de l'année sur 110 m haies. Il obtient en novembre le Trophée Jesse Owens du meilleur athlète masculin de l'année, succédant au palmarès à son compatriote Tyson Gay.

### Saison 2011
En début de saison 2011, David Oliver remporte le 60 m haies du meeting en salle de Stuttgart en 7 s 37 et devient à cette occasion le sixième athlète le plus rapide de tous les temps sur cette distance, échouant à un centième de seconde seulement du record des États-Unis. David Oliver concourt lors du Colorful Daegu Pre-Championships Meeting, meeting de « reconnaissance » se déroulant dans une même stade que les championnats du monde qui sont son objectif. Il s'impose en 13 s 13, meilleure marque mondiale de l'année. David Oliver et Liu Xiang participent au Shanghai Golden Grand Prix, première étape du 110 mètres haies de la Ligue de Diamant 2011. Le Chinois s'impose en 13 s 07 et devance de onze centièmes de secondes l'Américain, invaincu depuis 2009 et vainqueur de dix-huit courses consécutives en 2010. La revanche de la course a lieu le 4 juin lors du Prefontaine Classic d'Eugene, Oliver s'impose en 12 s 94 devant le Chinois qui termine la course 6 centièmes derrière, en 13 s 00.
Lors des Championnats des États-Unis d'athlétisme se déroulant du 23 au 26 juin 2011 au stade Hayward Field de Eugene dans l'Oregon et faisant également office de sélection pour les Championnats du monde 2011, il remporte pour la troisième fois de sa carrière le titre national du 110 mètres haies en 13 s 04 (+1,4 m/s) devant Aries Merritt (13 s 12) et Jason Richardson (13 s 15), Terrence Trammell ne terminant qu'au pied du podium en 13 s 16.
Le 9 juin 2012, à l'occasion du meeting Adidas Grand Prix de New York, 6e étape de la ligue de diamant 2012, il finit 4e du 110 mètres haies en 13 s 37, vent +0,9 m/s, derrière le vainqueur Jason Richardson (13 s 18).

### Champion du monde (2013)

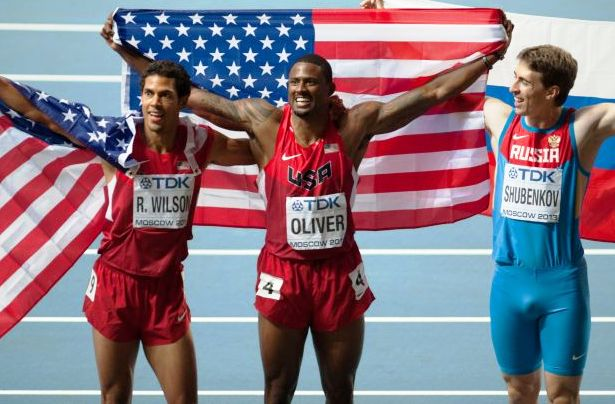
Oliver remporte les championnats du monde 2013 devant Ryan Wilson et Sergueï Choubenkov.

En juin 2013, David Oliver se classe deuxième des championnats des États-Unis de des Moines, derrière Ryan Wilson et devant Aries Merritt, dans le temps de 13 s 11. Il établit provisoirement la meilleure performance mondiale de l'année début juillet au meeting Athletissima de Lausanne en remportant la course en 13 s 03, devant son compatriote Jason Richardson. 
Le 12 août, en finale des championnats du monde de Moscou, Oliver coupe la ligne d'arrivée en 13 s 00 (+ 0,3 m/s), meilleure performance mondiale de l'année, et remporte son premier titre mondial en distançant largement Ryan Wilson, deuxième en 13 s 13 et le Russe Sergueï Choubenkov, médaillé de bronze en 13 s 24.
En fin de saison, l'Américain remporte le trophée de la ligue de diamant, son 2e après la saison 2010.

### Depuis 2014
Lors de la saison 2014, Oliver reste plus en retrait, ne réalisant que 13 s 21 durant l'année. Il revient en force en 2015 où il s'impose en début de saison lors du Shanghai Golden Grand Prix en 13 s 17. Le 30 mai suivant, il abaisse ce temps à 13 s 14 lors du Prefontaine Classic où il est devancé par le Français Pascal Martinot-Lagarde (13 s 06, WL) et Aries Merritt (13 s 12).
Avec 4 points, l'Américain continue les podiums en ligue de diamant lorsqu'il s'impose à l'Adidas Grand Prix de New-York (13 s 19). La semaine suivante, il est sacré champion des États-Unis avec une nouvelle meilleure performance mondiale de l'année (13 s 04). Le 4 juillet, il est battu par le Cubano-Espagnol Orlando Ortega lors du Meeting Areva de Paris en 12 s 98 contre 12 s 94 pour le Cubain. Il s'agit pour Oliver de son meilleur temps depuis ses 12 s 94 en 2011 à Eugene.
Le 24 juillet 2015, David Oliver remporte son second titre international majeur (après le titre mondial 2013) en s'imposant aux Jeux panaméricains de Toronto en 13 s 07, devant le Trinidadien Mikel Thomas (13 s 17) et le Barbadien Shane Brathwaite (13 s 21). Blessé à la fin de la course, il ne peut réitérer à un second titre mondial consécutif le mois suivant lors des championnats du monde de Pékin, ne se classant que 7e en 13 s 33. Il remporte en fin de saison son 3e trophée de la ligue de diamant.
Le 22 mai 2016, lors du Meeting international Mohammed-VI de Rabat, Oliver s'impose en 13 s 12 (+ 1,4 m/s) devant l'Espagnol Orlando Ortega (13 s 13) et signe un nouveau record du meeting, effaçant des tablettes les 13 s 37 de Pascal Martinot-Lagarde,. Il réalise la 2de meilleure performance mondiale de l'année le 11 juin à Kingston en 13 s 09 (+ 0,2 m/s).

## Palmarès

### International
| Date | Compétition                    | Lieu             | Résultat | Épreuve     | Temps   |
| ---- | ------------------------------ | ---------------- | -------- | ----------- | ------- |
| 2006 | Finale mondiale                | Stuttgart        | 5e       | 110 m haies | 13 s 24 |
| 2008 | Jeux olympiques                | Pékin            | 3e       | 110 m haies | 13 s 18 |
| 2008 | Finale mondiale                | Stuttgart        | 1er      | 110 m haies | 13 s 22 |
| 2008 | DécaNation                     | Paris            | 1er      | 110 m haies | 13 s 43 |
| 2010 | Championnats du monde en salle | Doha             | 3e       | 60 m haies  | 7 s 44  |
| 2010 | Ligue de diamant               | Ligue de diamant | 1er      | 110 m haies | détails |
| 2010 | Coupe continentale             | Split            | 1er      | 110 m haies | 13 s 11 |
| 2010 | DécaNation                     | Annecy           | 1re      | 110 m haies | 13 s 11 |
| 2011 | Championnats du monde          | Daegu            | 4e       | 110 m haies | 13 s 44 |
| 2011 | Ligue de diamant               | Ligue de diamant | 2e       | 110 m haies | détails |
| 2013 | Championnats du monde          | Moscou           | 1er      | 110 m haies | 13 s 00 |
| 2013 | Ligue de diamant               | Ligue de diamant | 1er      | 110 m haies | détails |
| 2015 | Jeux panaméricains             | Toronto          | 1er      | 110 m haies | 13 s 07 |
| 2015 | Championnats du monde          | Pékin            | 7e       | 110 m haies | 13 s 33 |
| 2015 | Ligue de diamant               | Ligue de diamant | 1er      | 110 m haies | détails |

### National
- Championnats des États-Unis : vainqueur du 110 m haies en 2008, 2010, 2011 et 2015
- Championnats des États-Unis en salle : vainqueur du 60 m haies en 2008, 2e en 2010

### Distinctions
- Trophée Jesse Owens : lauréat en 2010

## Records

### Records personnels

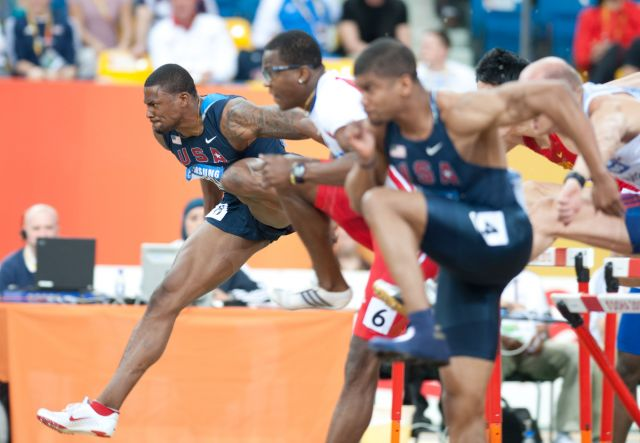
David Oliver à la lutte avec Dayron Robles et Terrence Trammell lors des mondiaux indoor 2010.

| Épreuve     | Temps   | Vent     | Date            | lieu        |
| ----------- | ------- | -------- | --------------- | ----------- |
| 55 m haies  | 7 s 04  | -        | 13 janvier 2007 | Gainesville |
| 60 m haies  | 7 s 37  | -        | 5 février 2011  | Stuttgart   |
| 110 m haies | 12 s 89 | +0,5 m/s | 16 juillet 2010 | Paris       |

### Meilleures performances de l'année
| Année | Temps   | Date                       | Lieu              | Rang |
| ----- | ------- | -------------------------- | ----------------- | ---- |
| 2003  | 13 s 60 | 14 juin 2003               | Sacramento        | -    |
| 2004  | 13 s 55 | 15 mai 2004                | Atlanta           | -    |
| 2005  | 13 s 29 | 9 juillet 2005             | Cuxhaven          | 11   |
| 2006  | 13 s 20 | 29 août 2006               | Dubnica nad Váhom | 8    |
| 2007  | 13 s 14 | 11 mai 2007 2 juillet 2007 | Doha Athènes      | 8    |
| 2008  | 12 s 95 | 9 mai 2008                 | Doha              | 2    |
| 2009  | 13 s 09 | 8 mai 2009                 | Doha              | 2    |
| 2010  | 12 s 89 | 16 juillet 2010            | Paris             | 1    |
| 2011  | 12 s 94 | 4 juin 2011                | Eugene            | 1    |
| 2012  | 13 s 07 | 15 août 2012               | Albi              | 4    |
| 2013  | 13 s 00 | 12 août 2013               | Moscou            | 1    |
| 2014  | 13 s 21 | 31 mai 2014                | Eugene            | 13   |
| 2015  | 12 s 98 | 4 juillet 2015             | Paris             | 3    |

| Année | Temps  | Date                            | Lieu            | Rang |
| ----- | ------ | ------------------------------- | --------------- | ---- |
| 2003  | 7 s 88 | 1er février 2003                | University Park | -    |
| 2004  | 7 s 69 | 12 mars 2004                    | Fayetteville    | -    |
| 2005  | 7 s 79 | 27 février 2005                 | Boston          | -    |
| 2006  | 7 s 61 | 26 février 2006                 | Boston          | 15   |
| 2007  | 7 s 56 | 24 février 2007 25 février 2007 | Boston          | 8    |
| 2008  | 7 s 47 | 24 février 2008                 | Boston          | 4    |
| 2009  | 7 s 45 | 7 février 2009                  | Stuttgart       | 2    |
| 2010  | 7 s 44 | 14 mars 2010                    | Doha            | 3    |
| 2011  | 7 s 37 | 5 février 2011                  | Stuttgart       | 1    |
| 2012  | 7 s 51 | 11 février 2012                 | New York        | 7    |
| 2014  | 7 s 73 | 15 février 2014                 | Birmingham      | 53   |
| 2015  | 7 s 51 | 14 février 2014                 | New York        | 6    |